# 阿戈阿特
阿戈阿特（法語：Argoat，法語發音：[aʁɡɔat]；亦作）是布列塔尼的内陆部分，与沿海的阿摩尔相对。“阿戈阿特”一称来自布列塔尼语“argoad”，由语素“ar-”（意为“在……附近”）与“koad”（意为“森林”）组成。威尔士语“Argoed”与之同源。